# Адам Прусиновський
Адам Прусіновський гербу Сокира (пол. Adam Prusinowski, пом. перед 25 червня 1619) — польський шляхтич, військовик та урядник часів Речі Посполитої. Представник роду Прусіновських.

## Біографія
Ґабріель Прусиновський — батько Адама — у 1569 році був заставним посідачем села Золочівка (нині Дубенський район). Мати — Анна з Валкановських, дочка Яна.
У номінаційному дипломі на посаду белзького воєводи підкреслені його заслуги під час служби в коронному війську. Службу почав у 1570-х роках, брав участь у війнах короля Стефана Баторія. Ймовірно, у битві під Бичиною 24 січня 1588 р. командував 150-кінною козацькою ротою. Ротмістр гусарів війська на Поділлі в 1589-90 роках. Був на передсеймовому Белзькому сеймику 1592 р. В 1595 р. як ротмістр гусарів брав участь у виправі Яна Замойського на Молдавію. У червні 1598 брав участь у поході короля Сігізмунда ІІІ Вази до Швеції, у битвах з Каролем Судерманським: точно під Стеґенборґом і під Лінчопінгом 5 жовтня 1600 брав участь на чолі 100-кінної роти гусарів в експедиції Я. Замойського у складі полку Станіслава Жолкевського. В 1607 р. був володимирським підкоморієм. Луцький сеймик 27 березня вибрав його послом на сейм. Посол від Волинського воєводства у 1609 р.: під час сейму частина послів Волинського воєводства «в асистенції» волинського воєводи Януша Заславського внесла протест через надання А. Прусиновскому Радомишля, який він у скрутні часи для Речі Посполитої випросив собі леном та отримав без повідомлення про це Волинського воєводства. 13 січня 1611 брав участь у конфедерації Львівської шляхти проти «жовнірських сваволь». В 1612 році командував 100-кінною ротою на Поділлі. В 1613 р.: став белзьким каштеляном; брав участь у надзвичайному сеймі, увійшов до складу комісії львівської (брав участь від 23 лютого до 20 квітня), яка мала виплатити жолд війську «столичному» (з-під Москви). 20 травня 1617 «авансував» на белзького воєводу. 1618 року підтримував термінове скликання сейму через потребу облаштування кордонів (лист підписав у Фастові).
Посідав маєтності в Белзькому воєводстві (зокрема, Переспу), Волинському, Руському. Можливо, допомогою в кар'єрі був шлюб сестри (за версією о. Каспера Несецького ТІ) з брацлавським воєводою Якубом Потоцьким.
Помер перед 25 червня 1619 року (номінація на белзького воєводу Рафала Лєщиньського).

## Сім'я
Був одружений з Анною Служевською, мав дітей у шлюбі:
- Алєксандер — учень Замойської академії, ротмістр, учасник Хотинської битви 1621 року, відомий авантюрник та нападник)
- Януш — (пом. бл. 1648), в 1640 підчаший, 1642 — підкоморій белзький, посол сеймів 1623, 1632 (конвокаційний), 1633 (коронаційний), 1637 (звичайний), 1637, 40, один з комісарів військових на виправу проти козаків 1648 р., визначених перед варшавською конвокацією
- Адам Миколай (нар. бл. 1619), в 1651 вписаний до метрики універсиету Лейдена)[3]